# American Bar Association
A American Bar Association (ABA), fundada em 21 de agosto de 1878, é uma associação voluntária de advogados e estudantes de direito dos Estados Unidos. As atividades da ABA incluem a definição de padrões acadêmicos para as escolas jurídicas e a formulação de um código ético para questões relacionadas ao direito. A ABA possui 411 000 membros. A sua sede nacional fica em Chicago, Illinois e, além disso, a associação mantém uma filial considerada importante em Washington, D.C.